# District de Raisen
Le district de Raisen  (hindi : रायसेन जिला) est un district  de l'état du Madhya Pradesh, en Inde,

## Géographie
Au recensement de 2011, sa population compte 1 331 699 habitants.
Son chef-lieu est la ville de Raisen. 